# Tattingstone White Horse
Tattingstone White Horse is een gehucht in het bestuurlijke gebied Babergh, in het Engelse graafschap Suffolk. Het maakt deel van de civil parish Tattingstone.